# Stora Åby församling
Stora Åby församling var en församling i Linköpings stift inom Svenska kyrkan i Ödeshögs kommun. Församlingen uppgick 2006 i Ödeshögs församling.
Församlingskyrka var Stora Åby kyrka.

## Administrativ historik
Församlingen har medeltida ursprung. 1652 utbröts 7 1/8 mantal till den då nybildade Trehörna församling, som 1863 följdes av en överföring på 1/4 mantal (Lilla Sandkulla?).
Församlingen utgjorde under medeltiden ett eget pastorat för att därefter till 1998 vara moderförsamling (annexförsamling från 1962) i pastoratet Stora Åby och Ödeshög. Från 1998 till 2006 var församlingen annexförsamling i pastoratet Ödeshög, Stora Åby, Heda, Rök, Svanhals, Trehörna och Västra Tollstad. År 2006 uppgick församlingarna i pastoratet i Ödeshögs församling. Församlingen tillhörde till 31 maj 1940 Lysings kontrakt, från 1 juni 1940 Dals och Lysings kontrakt, från 1962 Göstrings och Lysings kontrakt och från 1997 till dess församlingen uppgick i Ödeshög 2006 Folkungabygdens kontrakt.
Församlingskod var 050901.

## Kyrkoherdar
| Ämbetstid | Namn                          | Levnadstid | Övrigt                                               |
| --------- | ----------------------------- | ---------- | ---------------------------------------------------- |
| 1327      | Suno                          |            |                                                      |
| 1335      | Algot                         |            | Kyrkoherde                                           |
| 1335      | Hermannus Euardi              |            | Curatus.                                             |
| 1406      | Jönis                         |            | Kyrkoherde.                                          |
| 1432-1437 | Laurentius Halvardi           |            | Curatus.                                             |
| 1469      | Johannes                      |            |                                                      |
| 1521-1544 | Petrus Folkonis               |            | Senare kyrkoherde i Svanshals församling.            |
| 1552-1556 | Laurentius Olaui              |            |                                                      |
| 1564–1604 | Haquinus Germundi             | -1604      | Kyrkoherde och kontraktsprost.                       |
| 1606–1624 | Johannes Haqvini Kylander     | –1634      | Senare kyrkoherde i Rappestads församling.           |
| 1624–1657 | Andreas Jonæ Gothus           | 1582-1657  | Kyrkoherde och kontraktsprost.                       |
| 1659–1669 | Johannes Enander              | 1623–1672  | Kyrkoherde. Senare kyrkoherde i S:t Olai församling. |
| 1669–1692 | Aeschillus Svenonis Fabricius | 1625–1692  | Kyrkoherde och kontraktsprost.                       |
| 1693–1716 | Daniel Arvidsson Rydelius     | 1661–1716  | Kyrkoherde och prost.                                |
| 1717–1762 | Fredrik Bagge                 | 1676–1762  | Kyrkoherde och kontraktsprost.                       |
| 1765–1778 | Jöns Meurling                 | 1703–1778  | Kyrkoherde och kontraktsprost.                       |
| 1780–1803 | Pehr Tenggren                 | 1742–1803  | Kyrkoherde och kontraktsprost.                       |
| 1805–1812 | Carl Gustaf Ekmansson         | 1744–1812  | Kyrkoherde.                                          |
| 1815–1835 | Gustaf Rosén                  | 1772–1835  | Kyrkoherde och prost.                                |
| 1837–1853 | Daniel Leonard Kinmanson      | 1779–1853  | Kyrkoherde och kontraktsprost.                       |
| 1854–1862 | Pehr Erik Rudebeck            | 1796–1862  | Kyrkoherde och kontraktsprost.                       |
| 1866–1877 | Johan Gabriel Schenström      | 1804–1877  | Kyrkoherde.                                          |
| 1879–1897 | Johan Fredrik Håhl            | 1835–1918  | Kyrkoherde och kontraktsprost.                       |
| 1898–1914 | Gustaf Aron Tranér            | 1843–1914  | Kyrkoherde och kontraktsprost.                       |
| 1915–1936 | Emil Leonhard Frölinder       | 1862–1937  | Kyrkoherde.                                          |
| 1937–     | Karl Magni Magnusson          | 1898–      | Kyrkoherde.                                          |

### Komministrar
| Ämbetstid | Namn                         | Levnadstid | Övrigt                                                        |
| --------- | ---------------------------- | ---------- | ------------------------------------------------------------- |
|           | Mathias Magni                |            | Kapellan.                                                     |
| 1593      | Petrus Jonae                 |            |                                                               |
| 1634–1653 | Laurentius Magni Gaddius     | -1653      | Komminister.                                                  |
| 1655-1663 | Simon Erici                  | –1699      | Komminister. Senare kyrkoherde i Näsby församling.            |
| 1663-1670 | Haquinus Nicolai Hierstadius | Död 1686   | Komminister. Senare kyrkoherde i Västra Tollstads församling. |
| 1670-1675 | Petrus Canuti Fristadius     | -1675      | Komminister.                                                  |
| 1675-1683 | Magnus Petri Ambergius       |            | Komminister. Senare komminister i Ödeshögs församling.        |
| 1683-1703 | Johannes Lysenius            | 1654–1708  | Komminister. Senare kyrkoherde i Stens församling.            |
| 1703-1705 | Jonas Normander              | 1671-1705  | Komminister.                                                  |
| 1707-1723 | Johannes Charisius           | 1679-1723  | Komminister.                                                  |
| 1725-1752 | Magnus Seulerus              | 1697-1752  | Komminister.                                                  |
| 1754-1769 | Carl Johan Blohm             | 1716–1782  | Komminister. Senare kyrkoherde i Svanshals församling.        |
| 1769-1784 | Zacharias Boman              | 1727–1790  | Komminister. Senare kyrkoherde i Örberga församling.          |
| 1784-1813 | Lars Nerman                  | 1745-1813  | Komminister.                                                  |
| 1816-1822 | Nils Weijmers                |            | Komminister. Senare kyrkoherde i Vireda församling.           |
| 1822-1830 | Carl Hellberg                |            | Komminister. Senare kyrkoherde i Virserums församling.        |
| 1831–1834 | Carl Erik Ekmansson          | 1794–1834  | Komminister.                                                  |
| 1836–1861 | Jonas Gabriel Borgstedt      | 1795–1861  | Komminister.                                                  |
| 1864–1872 | Per Georg Eugéne Stark       |            | Komminister. Senare kyrkoherde i Eksjö församling.            |
| 1872–1878 | Johan Albert Ekdal           |            | Komminister. Senare kyrkoherde i Skeppsås församling.         |
| 1880–1884 | Bror Eugéne Wilerz           | 1841–1884  | Komminister.                                                  |
| 1885–1889 | Carl Erik Svenoni            |            | Komminister. Senare kyrkoherde i Södra Vi församling.         |
| 1889–1890 | Frans Oskar Fransén          |            | Komminister. Senare kyrkoherde i Varvs församling.            |
| 1890–1907 | Karl Alfred Ankarberg        |            | Komminister. Senare kyrkoherde i Höreda församling.           |
| 1908–1930 | Jonas Peter Otto Hultén      |            | Komminister. Senare komminister i Linderås församling.        |

## Klockare och organister[5]

### Organister
| Ämbetstid | Namn                     | Levnadstid |                       |
| --------- | ------------------------ | ---------- | --------------------- |
| 1680–1703 | Torsten Helgesson        | 1656–1703  | Organist              |
| 1707–1710 | Abraham Torstensson      | 1677–1710  | Organist              |
| 1728–1753 | Abraham Sjöstrand        | –1753      | Organist              |
| 1753–1773 | Zacharias Jacobsson Blom | 1721–1773  | Organist och klockare |
| 1779–1810 | Per Uddman               | 1750–      | Organist och klockare |
| 1810–     | Nils Magnus Forsén       | 1793–      | Organist och klockare |
| 1814–1881 | Jonas Lindberg           | 1793–1881  | Organist och klockare |
| 1881–1901 | David Liljegren          | 1839–1912  | Organist och klockare |
| 1902–1938 | Richard Johansson        | 1878–1954  |                       |
| 1926–     | Helge Möller             | 1902–      |                       |

### Klockare
| Ämbetstid | Namn             | Levnadstid |               |
| --------- | ---------------- | ---------- | ------------- |
| 1690      | Hans             |            | Klockare      |
| 1707      | Nils Johansson   |            | Klockare      |
| 1808      | Anders Andersson |            | Klockare      |
| 1715      | Sven             |            | Klockare      |
| 1790–1805 | Jonas Månsson    | 1743–      | Hjälpklockare |
| 1810–     | Erik Björkman    | 1749–      | Klockare      |
|           | Peter Svartling  | 1784–      | Hjälpklockare |